# Amakusa Shirō

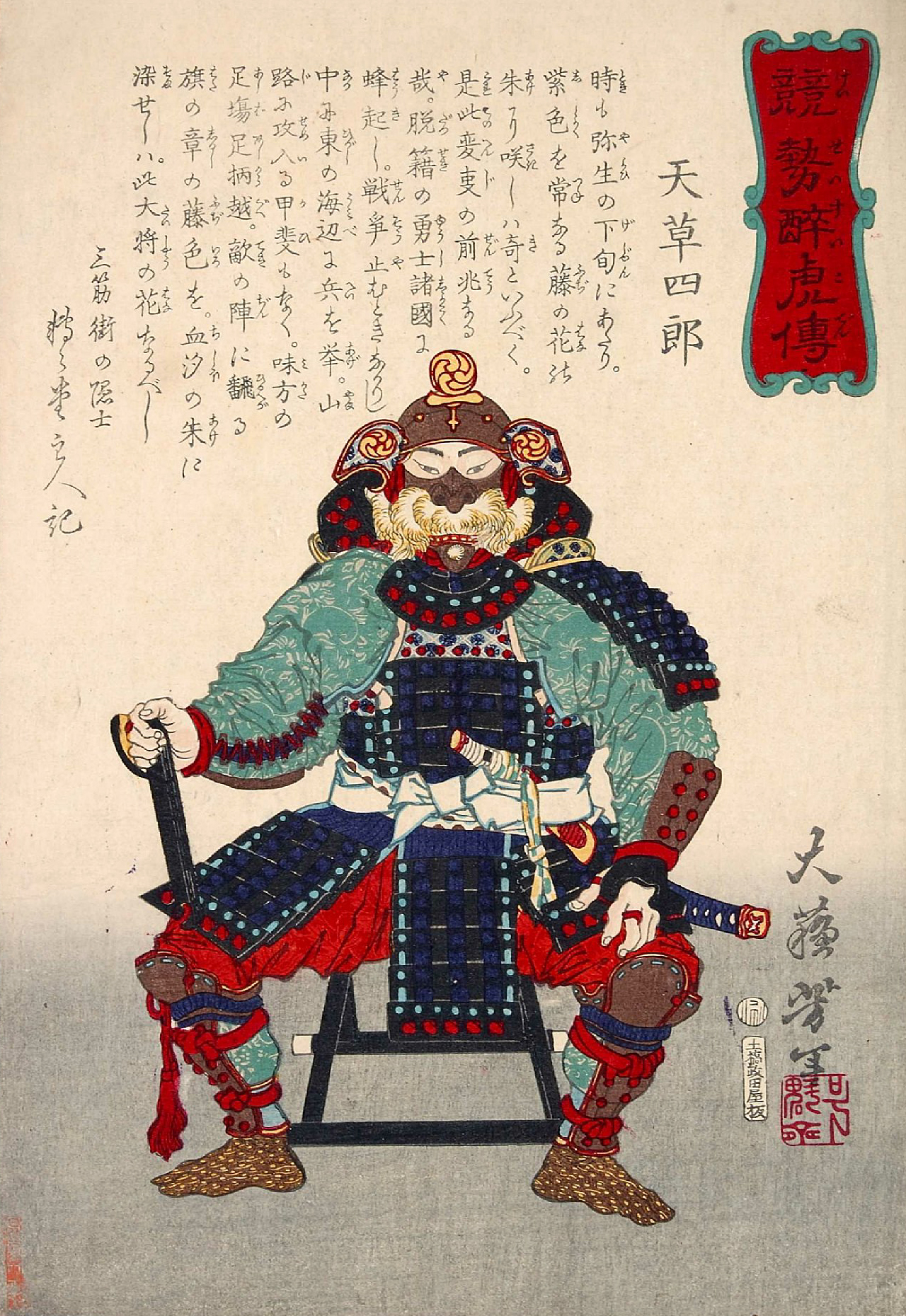
Amakusa Shirō

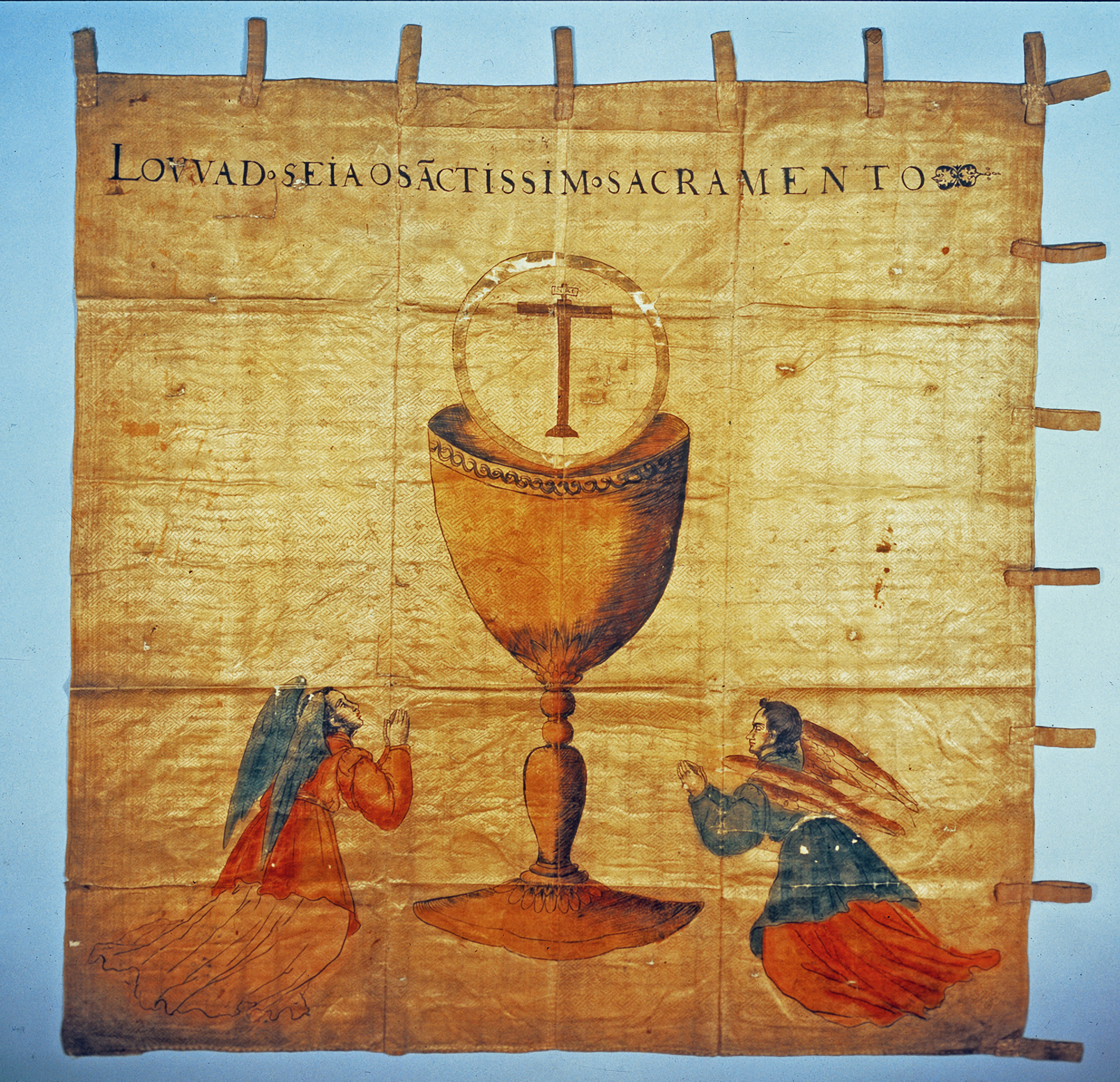
Banner von Amakusa Shiro

Amakusa Shirō (jap. 天草 四郎; wirklicher Name: Masuda Tokisada (益田 時貞); * um 1621; † 12. April 1638) war der Führer des Shimabara-Aufstandes im Japan der Edo-Zeit. 
Der Sohn eines früheren Gefolgsmannes des Konishi-Clans wurde von den Führern des Aufstandes als der „Vierte Sohn des Himmels“ angesehen, der nach den Vorhersagen von Francisco de Xavier y Jassu kommen würde, um die Christianisierung Japans zu führen. 
Amakusa Shirō leitete die Verteidigung der Burg Hara und starb, als sie nach monatelanger Belagerung fiel. Sein Kopf wurde lange Zeit auf einem Speer aufgespießt in Nagasaki ausgestellt, um andere mögliche christliche Rebellen abzuschrecken.